# Partido Progresista (Brasil, 1993)
El Partido Progresista (en portugués: Partido Progressista, PP) fue un partido político brasileño formado con la fusión del PST (primera formación del partido, del código 52) y del PTR, el 27 de mayo de 1993. Su código electoral fue el 39, no utilizado por los partidos anteriores.
Su primer presidente nacional fue el exgobernador y hoy Senador de Podemos por Paraná, Álvaro Dias, siendo candidato al gobierno en 1994.

## Historia
En 1994 no lanzó candidato a Presidente de la República, y apoyó informalmente (sin integrar coalición) la precandidatura de Fernando Henrique Cardoso, teniendo, además de Álvaro Dias, entre sus afiliados, Hélio Costa, de Minas Gerais y José Roberto Arruda, políticamente radicado en el Distrito Federal, que apoyaron a FHC durante la campaña.
Otros nombres, con destaque para Luiz Antônio Medeiros, candidato al gobierno de São Paulo, se alió al entonces PPR de Paulo Maluf y apoyó a la Esperidião Amin nacionalmente.
En Río de Janeiro, segunda economía del país, lanzó la candidatura de regreso al senado de Nelson Carneiro, quedando en tercer lugar, apoyando formalmente al PSDB en el estado y a FHC en la presidencia.
En Río Grande del Sur, el partido, sin mayores expresiones locales, apoyó al PDT de Leonel Brizola, estatal y nacionalmente.
En el mismo año, del PP fueron elegidos al Senado José Roberto Arruda, Antonio Carlos Valadares, Osmar Dias (hermano de Álvaro) y Bernardo Cabral, siendo estas las candidatas mayoritarias victoriosas, no triunfando directamente con ninguna candidatura al Gobierno.

### Fusión con el PPR y desarrollo posterior
En 1995, el PP fue extinto con la fusión con el PPR, dando origen al PPB. Arruda y Osmar fueron al PSDB, siendo Arruda escogido líder del gobierno FHC.
1994 fue su única elección, con un legado de cuatro senadores electos y 34 diputados federales electos, y habiendo tenido presencia en todas las unidades federativas brasileñas. El destino de los miembros locales en su mayoría fue para partidos de la época de la mayoría oficialista (PSDB, PFL, PL, PPB y PTB).
Algunos miembros, como Marcílio Duarte, nuevamente apostaron en el PST, este refundado en 1995 también, pero con desempeño por debajo del PST anterior o incluso del PP.
Los miembros del PTR vinculados a Levy Fidelix no marcaron presencia en el PP, fundando el PTRB, embrión del PRTB, fundado en 1996.
- A partir de septiembre 1995 la mayoría de miembros de Partido Progresista (Brasil, 1993) a su disolución se pasaron a:
  - Partido Liberal (Brasil, 2006) integrando ente otros a Partido Liberal (Brasil), Partido Social Laborista, Partido Renovador Laborista Brasileño